# 王須拔
王須拔（?—?），隋朝时民变领袖，上谷（今河北省易县）人。
大业十一年（615年）聚众十万人起事，自称漫天王，国号燕，转战于河北、山西一带，攻克高阳后进攻幽州，中箭身亡，他的部属归魏刀兒领导继续反隋。